# فيرخ-تشيبولا (كيميروفو)
فيرك-تشيبولا (بالروسية: Верх-Чебула) هي مدينة في مقاطعة كيميروفو أوبلاست في روسيا.
يبلغ عدد سكانها حوالي 5079   نسمة.